# Sam Maloof

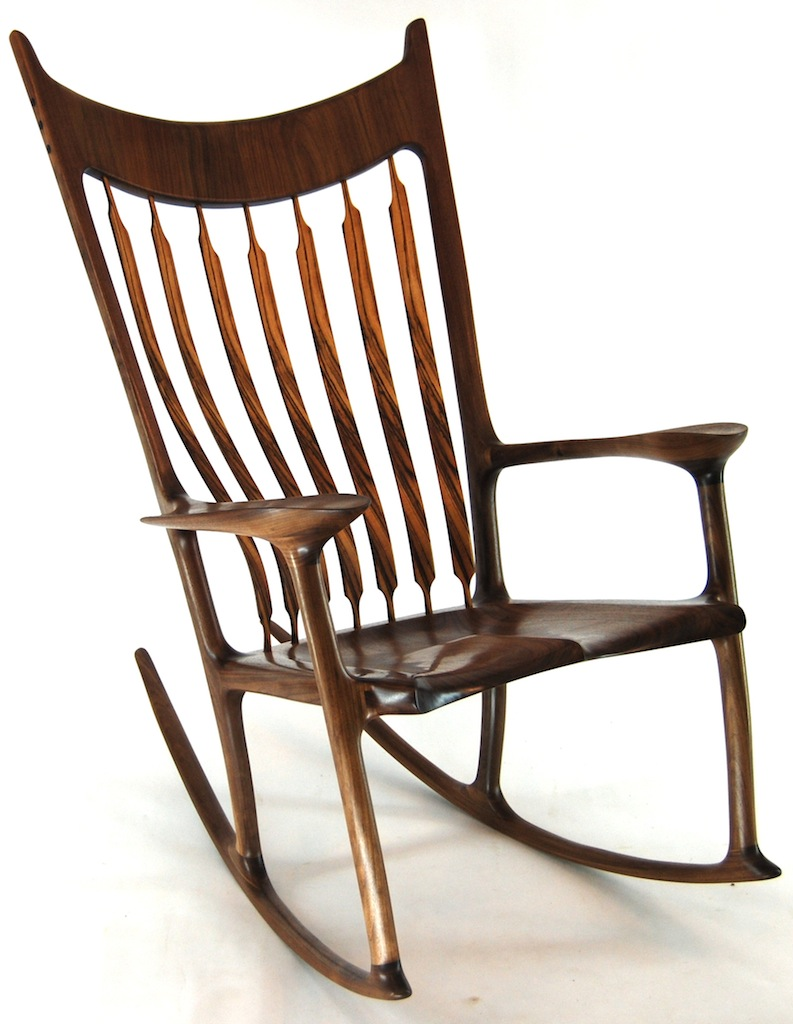
Een op het werk van Sam Maloof geïnspireerde schommelstoel

Sam Maloof (Chino, 24 januari 1916 - 22 mei 2009) was een Amerikaans meubelontwerper.
Maloof was de zoon van Libanese migranten. Na zijn middelbaar onderwijs begon hij te werken in de kunstafdeling van de  "Vortox Manufacturing Company" in Claremont. In 1941 werd hij ingelijfd bij het Amerikaanse leger. Hij deed zijn militaire dienst in het gebied van de Grote Oceaan en Alaska.
Na zijn huwelijk richtte Maloof een meubelzaak in in zijn garage in Ontario (Californië). Uit noodzaak ontwierp en maakte hij zelf het meubilair voor zijn woning. In 1953 verhuisde hij naar Alta Loma, waar hij een studio bouwde om meubels te ontwerpen. Hij raakte vooral bekend om zijn schommelstoel. Zowel president Jimmy Carter als Ronald Reagan hadden een schommelstoel van Maloof.
Maloofs werk maakt thans deel uit van de collectie van verschillende Amerikaanse musea, zoals het Metropolitan Museum of Art, het Los Angeles County Museum of Art, het Philadelphia Museum of Art en het Smithsonian American Art Museum.